# Podalonia mandibulata
Podalonia mandibulata är en biart som först beskrevs av William Forsell Kirby 1889.  Podalonia mandibulata ingår i släktet Podalonia och familjen grävsteklar. Inga underarter finns listade i Catalogue of Life.